# Probolocorphe glandulosa
Probolocorphe glandulosa är en plattmaskart. Probolocorphe glandulosa ingår i släktet Probolocorphe och familjen Microphallidae. Inga underarter finns listade i Catalogue of Life.